# FIS-Team-Tour 2012

Logo 2012

Die 4. FIS-Team-Tour 2012, auch Plus.de FIS-Team-Tour nach dem Hauptsponsor Plus, war eine als Teil des Skisprung-Weltcups 2011/2012 von der FIS zwischen dem 11. und dem 19. Februar 2012 veranstaltete Reihe von Skisprungwettkämpfen. Die Stationen waren Willingen, Klingenthal und Oberstdorf. Am 10. Februar fand um 19:15 Uhr die Eröffnung in Willingen statt. Den Schlusspunkt der Team-Tour 2012 setzte am 19. Februar um 13:45 Uhr das Teamfliegen in Oberstdorf.

## Veranstaltungsorte
| Ort         | Schanze                             | Datum                          | Uhrzeit             |
| ----------- | ----------------------------------- | ------------------------------ | ------------------- |
| Willingen   | Mühlenkopfschanze HS 145            | 11. Februar (Team) 12. Februar | 16:00 Uhr 14:45 Uhr |
| Klingenthal | Vogtland Arena HS 140               | 15. Februar                    | 18:00 Uhr           |
| Oberstdorf  | Heini-Klopfer-Skiflugschanze HS 213 | 18. Februar 19. Februar (Team) | 13:45 Uhr 13:45 Uhr |

## Wertung
Die Siegernation der FIS-Team-Tour wurde über ein Punktesystem ermittelt. Sieger war die Nation, welche am Ende die meisten Punkte bei den fünf Weltcup-Konkurrenzen im Skispringen und Skifliegen erreicht hatte.
Dazu wurden von den Teamwertungen alle Punkte der gesamten Mannschaft in die Punktewertung einbezogen. Aus den Einzelwettkämpfen kamen jeweils die Punkte der zwei besten Springer einer Nation in die Gesamtpunktewertung.

### Willingen

#### Teamspringen
Die Norweger gewannen das Teamspringen deutlich vor den Österreichern. Die deutsche Mannschaft erreichte dank der Tagesbestweite (145,5 Meter) von Severin Freund den dritten Platz, knapp vor Japan.
| Rang                                          | Nation      | Name                                                                   | Weite 1                 | Weite 2                 | Punkte |
| --------------------------------------------- | ----------- | ---------------------------------------------------------------------- | ----------------------- | ----------------------- | ------ |
| 01.                                           | Norwegen    | Anders Fannemel Rune Velta Vegard Sklett Anders Bardal                 | 133,5 135,5 139,5 133,5 | 124,5 127,0 138,5 134,5 | 999,2  |
| 02.                                           | Österreich  | Martin Koch Andreas Kofler Thomas Morgenstern Gregor Schlierenzauer    | 119,5 143,5 133,5 138,0 | 123,0 129,5 131,0 137,0 | 976,3  |
| 03.                                           | Deutschland | Maximilian Mechler Andreas Wank Severin Freund Richard Freitag         | 118,0 135,0 145,5 129,5 | 118,0 134,5 138,0 137,5 | 963,7  |
| 04.                                           | Japan       | Noriaki Kasai Shōhei Tochimoto Taku Takeuchi Daiki Itō                 | 120,0 123,0 145,5 134,5 | 128,0 124,5 138,5 138,0 | 961,8  |
| 05.                                           | Slowenien   | Robert Kranjec Dejan Judež Jure Šinkovec Peter Prevc                   | 132,0 128,0 126,5 134,0 | 130,5 118,5 139,0       | 938,0  |
| 06.                                           | Tschechien  | Jakub Janda Antonín Hájek Lukáš Hlava Roman Koudelka                   | 121,0 114,5 138,0 139,0 | 123,5 111,5 127,5 141,0 | 902,0  |
| 07.                                           | Polen       | Maciej Kot Piotr Żyła Krzysztof Miętus Kamil Stoch                     | 120,0 131,5 138,5 133,0 | 122,5 129,5 124,0 134,5 | 900,2  |
| 08.                                           | Finnland    | Janne Happonen Olli Muotka Matti Hautamäki Anssi Koivuranta            | 126,5 103,0 137,5 124,0 | 124,5 120,0 130,5 123,0 | 832,1  |
| Für den zweiten Durchgang nicht qualifiziert: |             |                                                                        |                         |                         |        |
| 09.                                           | Schweiz     | Gregor Deschwanden Pascal Egloff Marco Grigoli Simon Ammann            | 130,5 099,5 120,0 133,0 |                         | 378,1  |
| 10.                                           | Russland    | Denis Kornilow Alexander Sardyko Anton Kalinitschenko Dmitri Wassiljew | 115,0 114,0 124,5 118,5 |                         | 369,2  |
| 11.                                           | Kasachstan  | Alexei Ptschelinzew Nikolai Karpenko Jewgeni Ljowkin Alexei Koroljow   | 111,5 108,5 114,5 095,0 |                         | 268,3  |

#### Einzelspringen
Anders Bardal aus Norwegen siegte im Einzelspringen und konnte damit auch erstmals die Führung im Gesamtweltcup der Saison 2011/12 übernehmen.

In der Gesamtwertung der FIS-Team-Tour führte weiterhin Norwegen (1515,4 Punkte) vor Japan (1478,5) und Deutschland (1459,4).
| Rang                                          | Name                  | Weite 1 | Weite 2 | Punkte |
| --------------------------------------------- | --------------------- | ------- | ------- | ------ |
| 01.                                           | Anders Bardal         | 145,5   | 148,0   | 277,0  |
| 02.                                           | Roman Koudelka        | 147,5   | 146,5   | 270,3  |
| 03.                                           | Daiki Itō             | 149,5   | 144,0   | 264,4  |
| 04.                                           | Peter Prevc           | 138,0   | 149,0   | 257,0  |
| 05.                                           | Kamil Stoch           | 139,0   | 144,0   | 256,3  |
| 06.                                           | Taku Takeuchi         | 137,5   | 147,5   | 252,3  |
| 07.                                           | Richard Freitag       | 140,5   | 144,5   | 251,2  |
| 08.                                           | Martin Koch           | 139,0   | 147,0   | 246,3  |
| 09.                                           | Severin Freund        | 140,0   | 146,0   | 244,5  |
| 10.                                           | Rune Velta            | 138,5   | 139,5   | 239,2  |
| 11.                                           | Denis Kornilow        | 138,5   | 142,0   | 238,1  |
| 12.                                           | Simon Ammann          | 133,5   | 145,0   | 237,8  |
| 13.                                           | Thomas Morgenstern    | 141,5   | 139,5   | 236,4  |
| 14.                                           | Anders Fannemel       | 138,0   | 140,0   | 229,2  |
| 15.                                           | Robert Kranjec        | 136,0   | 138,0   | 228,9  |
| 16.                                           | Bjørn Einar Romøren   | 137,5   | 139,5   | 228,2  |
| 17.                                           | Andreas Wank          | 134,0   | 135,5   | 224,9  |
| 18.                                           | Gregor Schlierenzauer | 131,0   | 134,5   | 221,7  |
| 19.                                           | Lukáš Hlava           | 132,5   | 132,0   | 216,8  |
| 20.                                           | Sebastian Colloredo   | 126,0   | 139,5   | 214,5  |
| 21.                                           | Janne Happonen        | 130,5   | 133,5   | 214,4  |
| 22.                                           | Jure Šinkovec         | 136,5   | 132,0   | 211,3  |
| 23.                                           | Anssi Koivuranta      | 128,5   | 133,0   | 208,3  |
| 24.                                           | Dmitri Wassiljew      | 125,5   | 135,0   | 206,5  |
| 25.                                           | Andreas Stjernen      | 136,5   | 127,5   | 206,0  |
| 26.                                           | Piotr Żyła            | 131,5   | 125,0   | 204,7  |
| 27.                                           | Stephan Hocke         | 128,0   | 128,0   | 198,1  |
| 28.                                           | Maciej Kot            | 128,5   | 130,0   | 198,0  |
| 29.                                           | Jakub Janda           | 134,0   | 115,0   | 190,2  |
| 30.                                           | Matti Hautamäki       | 128,0   | 122,0   | 177,9  |
| Für den zweiten Durchgang nicht qualifiziert: |                       |         |         |        |
| 31.                                           | Manuel Fettner        | 123,5   |         | 095,7  |
| 32.                                           | Dejan Judež           | 126,5   |         | 095,6  |
| 32.                                           | Noriaki Kasai         | 125,5   |         | 095,6  |
| 34.                                           | Krzysztof Miętus      | 126,0   |         | 094,1  |
| 35.                                           | Jernej Damjan         | 123,5   |         | 093,4  |
| 36.                                           | Shōhei Tochimoto      | 125,5   |         | 092,8  |
| 37.                                           | Atle Pedersen Rønsen  | 127,0   |         | 092,7  |
| 38.                                           | Tomasz Byrt           | 122,5   |         | 091,0  |
| 39.                                           | Yūta Watase           | 124,0   |         | 091,0  |
| 40.                                           | Antonín Hájek         | 123,0   |         | 090,9  |
| 41.                                           | David Zauner          | 121,0   |         | 090,7  |
| 42.                                           | Felix Schoft          | 123,5   |         | 086,1  |
| 43.                                           | Vegard Sklett         | 112,0   |         | 082,9  |
| 44.                                           | Gregor Deschwanden    | 116,5   |         | 078,2  |
| 45.                                           | Andreas Kofler        | 111,0   |         | 073,8  |
| 46.                                           | Anton Kalinitschenko  | 119,5   |         | 068,9  |
| 47.                                           | Maximilian Mechler    | 110,0   |         | 068,2  |
| 48.                                           | Nikolai Karpenko      | 114,5   |         | 067,6  |
| 49.                                           | Wolfgang Loitzl       | 106,5   |         | 063,6  |
| 50.                                           | Wladimir Sografski    | 101,5   |         | 047,1  |

### Klingenthal
Aufgrund starken Windes in der Vogtland-Arena, die ein reguläres Springen nicht zuließen, wurde der geplante Einzelwettkampf von Mittwoch, 14. Februar, auf Donnerstag, 15. Februar, vorschoben. Der Wettkampf wurde an diesem Tag um 10 Uhr gestartet, doch wechselnde Windverhältnisse sorgten immer wieder für Unterbrechungen. Eine vollständige Absage des Wettbewerbes erfolgte um 11:44 Uhr. Somit gingen keine Ergebnisse aus Klingenthal in die Gesamtwertung der FIS-Team-Tour 2012 ein.

### Oberstdorf

#### Einzelspringen
Der Deutsche Stephan Hocke hatte sich zwar qualifiziert, trat aber im ersten Durchgang nicht an.
Martin Koch siegte mit der Tagesbestweite von 221,5 Metern am Ende deutlich vor dem zweitplatzierten Japaner Daiki Ito. Simon Ammann erreichte mit Platz drei zum ersten Mal in dieser Saison das Podest der besten Drei.
Andreas Wank erreichte mit persönlicher Bestweite von 209,5 Metern Rang 13.

In der Gesamtwertung der FIS-Team-Tour konnten sich die Österreicher von Rang vier auf eins vorarbeiten. Möglich war dies auch, da die Norweger keinen ihrer Springer unter den Top Ten platzieren konnten.
| Rang                                          | Name                     | Weite 1 | Weite 2 | Punkte |
| --------------------------------------------- | ------------------------ | ------- | ------- | ------ |
| 01.                                           | Martin Koch              | 218,0   | 221,5   | 443,4  |
| 02.                                           | Daiki Itō                | 209,0   | 209,5   | 433,2  |
| 03.                                           | Simon Ammann             | 204,5   | 213,5   | 429,2  |
| 04.                                           | Robert Kranjec           | 198,0   | 220,0   | 424,0  |
| 05.                                           | Roman Koudelka           | 203,5   | 211,5   | 422,8  |
| 06.                                           | Kamil Stoch              | 197,5   | 216,0   | 422,3  |
| 07.                                           | Gregor Schlierenzauer    | 205,5   | 206,0   | 421,7  |
| 08.                                           | Peter Prevc              | 203,5   | 203,5   | 414,5  |
| 09.                                           | Lukáš Hlava              | 204,5   | 203,5   | 412,5  |
| 10.                                           | Severin Freund           | 201,0   | 204,5   | 410,5  |
| 11.                                           | Tom Hilde                | 199,0   | 204,5   | 402,9  |
| 12.                                           | Anders Bardal            | 192,5   | 204,5   | 395,8  |
| 13.                                           | Andreas Wank             | 185,0   | 209,5   | 393,7  |
| 14.                                           | Anders Fannemel          | 197,5   | 198,5   | 393,5  |
| 15.                                           | Thomas Morgenstern       | 191,0   | 200,5   | 389,7  |
| 16.                                           | Taku Takeuchi            | 186,0   | 202,5   | 385,2  |
| 17.                                           | Rune Velta               | 194,0   | 192,0   | 383,4  |
| 18.                                           | Richard Freitag          | 185,0   | 199,5   | 382,8  |
| 19.                                           | Andreas Kofler           | 180,0   | 197,0   | 375,2  |
| 20.                                           | Bjørn Einar Romøren      | 189,0   | 187,0   | 368,9  |
| 21.                                           | Jure Šinkovec            | 189,0   | 182,5   | 364,4  |
| 22.                                           | Vincent Descombes Sevoie | 187,0   | 185,0   | 361,8  |
| 23.                                           | David Zauner             | 179,0   | 186,5   | 358,3  |
| 24.                                           | Krzysztof Miętus         | 183,0   | 181,0   | 356,4  |
| 25.                                           | Denis Kornilow           | 179,5   | 180,5   | 351,8  |
| 26.                                           | Johan Remen Evensen      | 183,0   | 174,5   | 349,8  |
| 27.                                           | Michael Neumayer         | 182,5   | 174,0   | 346,3  |
| 28.                                           | Piotr Żyła               | 177,0   | 178,0   | 345,2  |
| 29.                                           | Noriaki Kasai            | 180,5   | 172,5   | 341,4  |
| 30.                                           | Shōhei Tochimoto         | 181,5   | 170,5   | 336,1  |
| Für den zweiten Durchgang nicht qualifiziert: |                          |         |         |        |
| 31.                                           | Jurij Tepeš              | 174,0   |         | 169,9  |
| 32.                                           | Jernej Damjan            | 175,0   |         | 169,1  |
| 33.                                           | Anssi Koivuranta         | 175,5   |         | 166,3  |
| 34.                                           | Junshirō Kobayashi       | 172,5   |         | 164,1  |
| 34.                                           | Yūta Watase              | 172,5   |         | 164,1  |
| 36.                                           | Dmitri Wassiljew         | 170,5   |         | 163,3  |
| 37.                                           | Davide Bresadola         | 174,5   |         | 162,4  |
| 38.                                           | Vegard Sklett            | 169,0   |         | 159,2  |
| 39.                                           | Kaarel Nurmsalu          | 169,0   |         | 158,2  |

#### Teamspringen
Der Wettkampf wurde wegen Schneefalls und wechselnder Winde immer wieder unterbrochen. Im Laufe des Wettbewerbs ereigneten sich zwei Stürze: der des Polen Piotr Żyła ging glimpflich aus. Nicht so viel Glück hatte Peter Prevc (Slowenien), der den Schanzenrekord von 225,5 Metern erreichte, die Weite aber nicht stehen konnte. Er zog sich Verletzungen an den Bändern der linken Schulter zu und fiel für die restliche Saison aus. Seine Weite sicherte der slowenischen Mannschaft allerdings den Sieg vor Österreich und Norwegen, da das Teamspringen nach einem Durchgang abgebrochen wurde.
| Rang | Nation      | Name                                                                     | Weite 1                 | Weite 2 | Punkte |
| ---- | ----------- | ------------------------------------------------------------------------ | ----------------------- | ------- | ------ |
| 01.  | Slowenien   | Jurij Tepeš Jure Šinkovec Peter Prevc Robert Kranjec                     | 218,0 189,5 225,5 209,0 |         | 732,5  |
| 02.  | Österreich  | Thomas Morgenstern Martin Koch Andreas Kofler Gregor Schlierenzauer      | 203,5 213,0 208,5 170,5 |         | 731,8  |
| 03.  | Norwegen    | Anders Fannemel Rune Velta Tom Hilde Anders Bardal                       | 216,0 169,0 206,0 201,5 |         | 715,9  |
| 04.  | Deutschland | Andreas Wank Michael Neumayer Richard Freitag Severin Freund             | 194,5 163,0 213,0 211,0 |         | 702,4  |
| 05.  | Tschechien  | Jakub Janda Antonín Hájek Lukáš Hlava Roman Koudelka                     | 175,0 209,0 192,5 195,0 |         | 668,0  |
| 06.  | Polen       | Maciej Kot Piotr Żyła Krzysztof Miętus Kamil Stoch                       | 177,5 217,0 202,0 196,0 |         | 659,7  |
| 07.  | Japan       | Noriaki Kasai Shōhei Tochimoto Taku Takeuchi Daiki Itō                   | 204,5 088,0 206,0 198,0 |         | 581,2  |
| 08.  | Russland    | Dmitri Wassiljew Alexander Sardyko Anton Kalinitschenko Denis Kornilow   | 177,5 172,0 159,5 163,0 |         | 532,3  |
| 09.  | Frankreich  | Emmanuel Chedal Alexandre Mabboux Vincent Descombes Sevoie Nicolas Mayer | 190,5 140,0 165,0 122,0 |         | 486,2  |
| 10.  | Finnland    | Janne Happonen Olli Muotka Matti Hautamäki Anssi Koivuranta              | 119,0 209,0 140,0 157,0 |         | 481,2  |
| 11.  | Kasachstan  | Nikolai Karpenko Alexei Ptschelinzew Alexei Koroljow Radik Schaparow     | 149,5 153,5 108,0 093,0 |         | 340,6  |

## Endstand der FIS-Team-Tour
| Rang | Nation      | Willingen   | Willingen                                   | Klingenthal | Oberstdorf                                  | Oberstdorf  | Punkte |
| ---- | ----------- | ----------- | ------------------------------------------- | ----------- | ------------------------------------------- | ----------- | ------ |
| 01.  | Österreich  | 976,3 (2.)  | 482,7 (6.)8. M. Koch 13. T. Morgenstern     |             | 865,1 (1.)1. M. Koch 7. G. Schlierenzauer   | 731,8 (2.)  | 3055,9 |
| 02.  | Norwegen    | 999,2 (1.)  | 516,2 (2.)1. A. Bardal 10. R. Velta         |             | 798,7 (6.)11. T. Hilde 12. A. Bardal        | 715,9 (3.)  | 3030,0 |
| 03.  | Slowenien   | 938,0 (5.)  | 485,9 (5.)4. P. Prevc 15. R. Kranjec        |             | 838,5 (2.)4. R. Kranjec 8. P. Prevc         | 732,5 (1.)  | 2994,9 |
| 04.  | Deutschland | 963,7 (3.)  | 495,7 (3.)7. R. Freitag 9. S. Freund        |             | 804,2 (5.)10. S. Freund 13. A. Wank         | 702,4 (4.)  | 2966,0 |
| 05.  | Tschechien  | 902,0 (6.)  | 487,1 (4.)2. R. Koudelka 19. L. Hlava       |             | 835,3 (3.)5. R. Koudelka 9. L. Hlava        | 668,0 (5.)  | 2892,4 |
| 06.  | Japan       | 961,8 (4.)  | 516,7 (1.)3. D. Itō 6. T. Takeuchi          |             | 818,4 (4.)2. D. Itō 16. T. Takeuchi         | 581,2 (7.)  | 2878,1 |
| 07.  | Polen       | 900,2 (7.)  | 461,0 (7.)5. K. Stoch 26. P. Żyła           |             | 778,7 (7.)6. K. Stoch 24. K. Miętus         | 659,7 (6.)  | 2799,6 |
| 08.  | Finnland    | 832,1 (8.)  | 422,7 (9.)21. J. Happonen 23. A. Koivuranta |             | 166,3 (11.)33. A. Koivuranta                | 481,2 (10.) | 1902,3 |
| 09.  | Russland    | 369,2 (10.) | 444,6 (8.)11. D. Kornilow 24. D. Wassiljew  |             | 515,1 (8.)25. D. Kornilow 36. D. Wassilijew | 532,3 (8.)  | 1861,2 |
| 10.  | Schweiz     | 378,1 (9.)  | 316,0 (10.)12. S. Ammann 44. G. Deschwanden |             | 429,2 (9.)3. S. Ammann                      |             | 1123,3 |
| 11.  | Frankreich  |             |                                             |             | 361,8 (10.)22. V. Descombes Sevoie          | 486,2 (9.)  | 0848,0 |
| 12.  | Kasachstan  | 268,3 (11.) | 067,6 (12.)48. N. Karpenko                  |             | 000,0 (14.)                                 | 340,6 (11.) | 0676,5 |
| 13.  | Italien     |             | 214,5 (11.)20. S. Colloredo                 |             | 162,4 (12.)37. D. Bresadola                 |             | 0376,9 |
| 14.  | Estland     |             |                                             |             | 158,2 (13.)39. K. Nurmsalu                  |             | 0158,2 |
| 15.  | Bulgarien   |             | 047,1 (13.)50. W. Sografski                 |             |                                             |             | 0047,1 |